# جيسي هابارد
جيسي هابارد (بالإنجليزية: Jesse Hubbard)‏ هو لاعب كرة قاعدة أمريكي، ولد في 18 يوليو 1895، وتوفي في 14 يناير 1982.